# Могилівська сільська територіальна громада
Могилівська сільська об'єднана територіальна громада — об'єднана територіальна громада в Україні, у Дніпровському районі Дніпропетровської області. Адміністративний центр — село Могилів.
Площа громади — 146,6 км², населення — 3661 мешканець (2018).
Утворена 28 серпня 2015 року шляхом об'єднання Зорянської та Могилівської сільських рад Царичанського району.

## Населені пункти
До складу громади входять 1 селище (Молодіжне) і 11 сіл:
- Єгорине
- Зубківка
- Катеринівка
- Могилів
- Новопідкряж
- Новоселівка
- Плавещина
- Проточі
- Салівка
- Супина
- Цибульківка

## Символіка
Затверджена 14 листопада 2018 р. рішенням № 547-40/VII XL сесії сільської ради VII скликання. Автори — В. В. Дружко, Л. Н. Степовичка, Т. В. Смірнова.

### Герб
Щит перетятий на зелене та лазурове подібною до літери «М» срібною нитяною балкою, яка зламана 15 разів у вигляді редуту. У нижньому зеленому полі три лазурових проліски зі золотою чашечкою. Щит облямований золотим декоративним картушем і увінчаний золотою сільською короною.
Балка уособлює споруди Української укріпленої лінії XVIII ст. — багатокутні земляні вали (редути). Ламана лінія ділення щита натякає на одну з версій щодо назви села, за якою він названий так через наявність на його території великої кількості козацьких могил. Злами балки подібні до літери «М», першої літери у назві села і громади. Проліска уособлює велику різноманітність тутешніх лугових, степових та лісових трав, лазуровий колір алегорично вказує на три водні об'єкти, що наявні на території громади: річку Оріль, озеро Біловід та канал Дніпро–Донбас.

### Прапор
Квадратне полотнище поділене на зелене та синє поля тонкою білою подібною до літери «М» горизонтальною лінією з 15 зламами у вигляді редуту. У зеленому полі три голубих проліски з жовтою чашечкою.